# Sylvester Rosegger
Sylvester Rosegger (* 3. Dezember 1912 in St. Lorenzen im Mürztal, Steiermark; † 4. August 2006) war ein deutscher Agrarwissenschaftler mit dem Forschungsschwerpunkt Landtechnik.

## Leben
Rosegger war entfernt mit dem Schriftsteller Peter Rosegger verwandt und wuchs in der Steiermark auf. Im November 1933 wurde er Mitglied der illegalen NSDAP in Österreich, beantragte dann am 15. August 1938 die reguläre Aufnahme in die Partei und wurde rückwirkend zum 1. Mai 1938 aufgenommen (Mitgliedsnummer 6.229.785). 1934 wurde er wegen nationalsozialistischer Betätigung in der Dollfuß-Affäre in Graz inhaftiert. Im Jahre 1938 begann er das Studium der Landwirtschaft an der Friedrich-Wilhelm-Universität in Berlin, das er mit der Diplom-Hauptprüfung im März 1941 abschloss. Anschließend war er Leutnant der Reserve im Zweiten Weltkrieg.
Ab 1946 war er als Lehrer an der Fachschule für Landwirtschaft Wernigerode und ab 1950 als deren Direktor tätig. Im Jahr 1948 wurde er in Berlin mit einer Arbeit über die Leistung und technische Ausrüstung von Familienbetrieben promoviert.

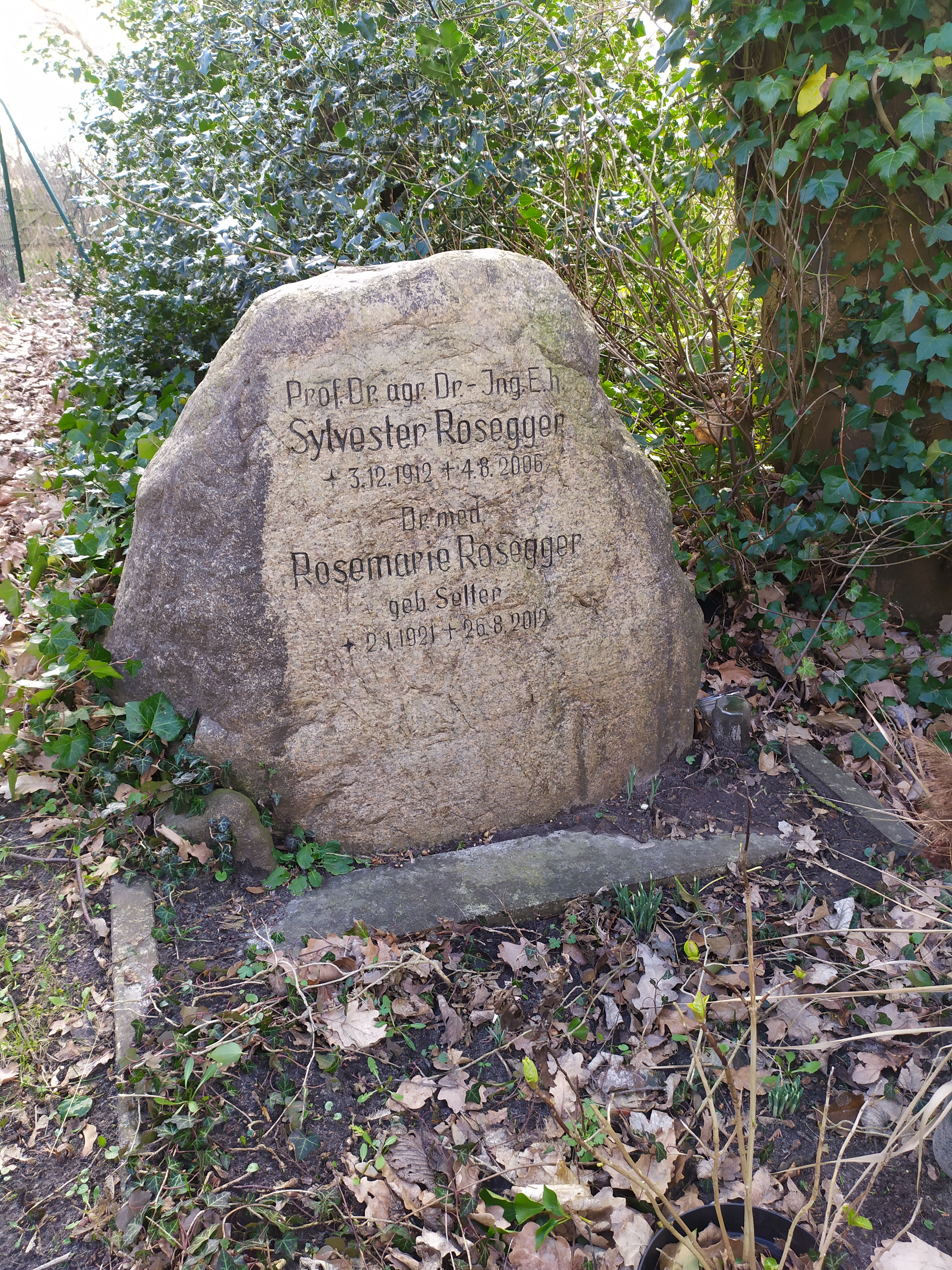
Grabstätte in Ahrenshoop

Im Jahr 1952 gründete die Deutsche Akademie der Landwirtschaftswissenschaften zu Berlin das Institut für Landtechnik Potsdam-Bornim, das heutige Leibniz-Institut für Agrartechnik Bornim (ATB). Rosegger war von 1953 bis 1961 als Direktor wesentlich am Aufbau der acht Arbeitsbereiche beteiligt. 1952 erhielt er einen Ruf zur Wahrnehmung einer Professur (nebenamtlich) mit vollem Lehrauftrag für Agrarökonomie an der Fakultät für Bauwesen der TH Dresden. Im Folgejahr wirkte er hier als Professor mit Lehrstuhl und Direktor des Instituts für Landtechnische Betriebslehre an der Fakultät für Maschinenwesen.
1958 wurde er zum Professor mit Lehrstuhl für Mechanisierung der Landwirtschaft und Direktor des gleichnamigen Instituts an der Landwirtschaftlich-gärtnerischen Fakultät der Humboldt-Universität Berlin berufen. Dafür stellte er bis 1960 seine Aktivitäten in Dresden ein.
Seit 1955 ordentliches Mitglied der DAL, wurde er 1961 aus politischen Gründen ausgeschlossen, da er öffentlich den Bau der Berliner Mauer kritisierte.
Man entzog ihm auch alle bisherigen Anstellungen, Titel und Auszeichnungen und wies ihm Hilfsarbeitertätigkeit zu. Deswegen siedelte er 1964 in die Bundesrepublik Deutschland über. Hier wurde er ab 1966 in der Bundesforschungsanstalt für Landwirtschaft (FAL) Braunschweig-Völkenrode Leiter des Instituts für Schlepperforschung, das man später zum Institut für Betriebstechnik umbenannte.
Arbeits- und Forschungsschwerpunkte von Rosegger waren hier die landtechnischen Disziplinen mit den Gebieten Kraft- und Arbeitsmaschinen, Arbeits- und Produktionsverfahren der Außen- und Innenwirtschaft sowie Mensch und Arbeitswelt. Rosegger hat mehr als 100 Veröffentlichungen publiziert.
Im Jahr 1990 wurde er von der TU Dresden als Doktor der Ingenieurwissenschaft ehrenhalber geehrt. Die Humboldt-Universität Berlin und die Akademie der Landwirtschaftswissenschaften der DDR (AdL) rehabilitierten ihn ebenfalls 1990 bezüglich der früheren Titel und Auszeichnungen. Er war auch Mitglied der Max-Eyth-Gesellschaft Agrartechnik.

## Zitate
„Als Anerkennung für seine herausragenden Leistungen beim Aufbau und der Entwicklung der landtechnischen Ausbildung und Forschung an der TUD, seine wissenschaftlichen Arbeiten zur Verbesserung der Produktionsverfahren in der Landwirtschaft, zur Prozeßsteuerung in der Rinderproduktion und zur Entwicklung der Betriebstechnik als eigenständige landtechnische Wissenschaftsdisziplin.“

## Ehrungen
- 1960 Nationalpreis II. Klasse
- 1990 Ehrenpromotion zum Dr.-Ing. E.h. durch die Technische Universität Dresden
- 1990 Großes Ehrenzeichen des Landes Steiermark